# 東屋五郎
東屋 五郎（あずまや ごろう、1920年2月26日 - 2010年7月8日）は、日本の数学者。神奈川県横浜市出身。

## 経歴
1940年、東京大学に入学。1949年、彌永昌吉のもとで学位を取得。多元環の研究で知られており、東屋多元環やクルル・シュミット・東屋の定理、東屋の補題（いわゆる中山の補題）に名を残している。名古屋大学、北海道大学などで教授を務め、亡くなる際にはインディアナ大学で教授を務めていた。1949年に中山正と共に第2回中日文化賞を受賞。

## 著書
- 東屋五郎：「單純環の代數的理論」、河出書房（1951年）.
- 中山正、東屋五郎：「代數學 II：環論」、岩波書店　(1954年4月15日).